# Escândalo Grimm-Hoffmann
O Escândalo Grimm-Hoffmann foi um episódio ocorrido em 1917, que colocou em risco a neutralidade da Suíça durante a I Guerra Mundial.

## História
Em 1917, a guerra ainda estava indefinida, com a Alemanha lutando em duas frentes: a oeste, contra os aliados anglo-franceses; a leste, contra os russos. Em fevereiro daquele ano, o czarismo foi derrubado na Rússia e instalou-se a república, sob o governo de Alexander Kerensky. Lenin, líder dos bolcheviques, estava exilado na Suíça e proclamava que a Rússia deveria sair da guerra, firmando uma paz em separado com a Alemanha. Por isso, os alemães facilitaram seu retorno à Rússia.
Robert Grimm, que era um político socialista do Conselho Nacional Suíço e conhecido de Lenin, convenceu Arthur Hoffmann, responsável pela política externa da Suíça, a mandá-lo a Petrogrado (então capital da Rússia), com vistas a convencer os russos a sair da guerra, entendendo que isso seria benéfico para o movimento socialista internacional.
A participação de Grimm nessa negociação haveria de ser informal e decorria de sua ligação com Lenin, mas ele apresentou-se em Petrogrado como representante oficial do governo suíço.
Um telegrama de Grimm para Hoffman foi interceptado e entregue aos Aliados, que protestaram junto ao governo suíço, acusando-o de quebrar a neutralidade do país diante da guerra.
Descoberta a farsa encenada por Grimm, ele foi expulso da Rússia e Hoffman teve que renunciar ao seu posto.